# Chrysilla lauta
Chrysilla lauta là một loài nhện trong họ Salticidae.
Loài này thuộc chi Chrysilla. Chrysilla lauta được Tord Tamerlan Teodor Thorell miêu tả năm 1887.

## Hình ảnh

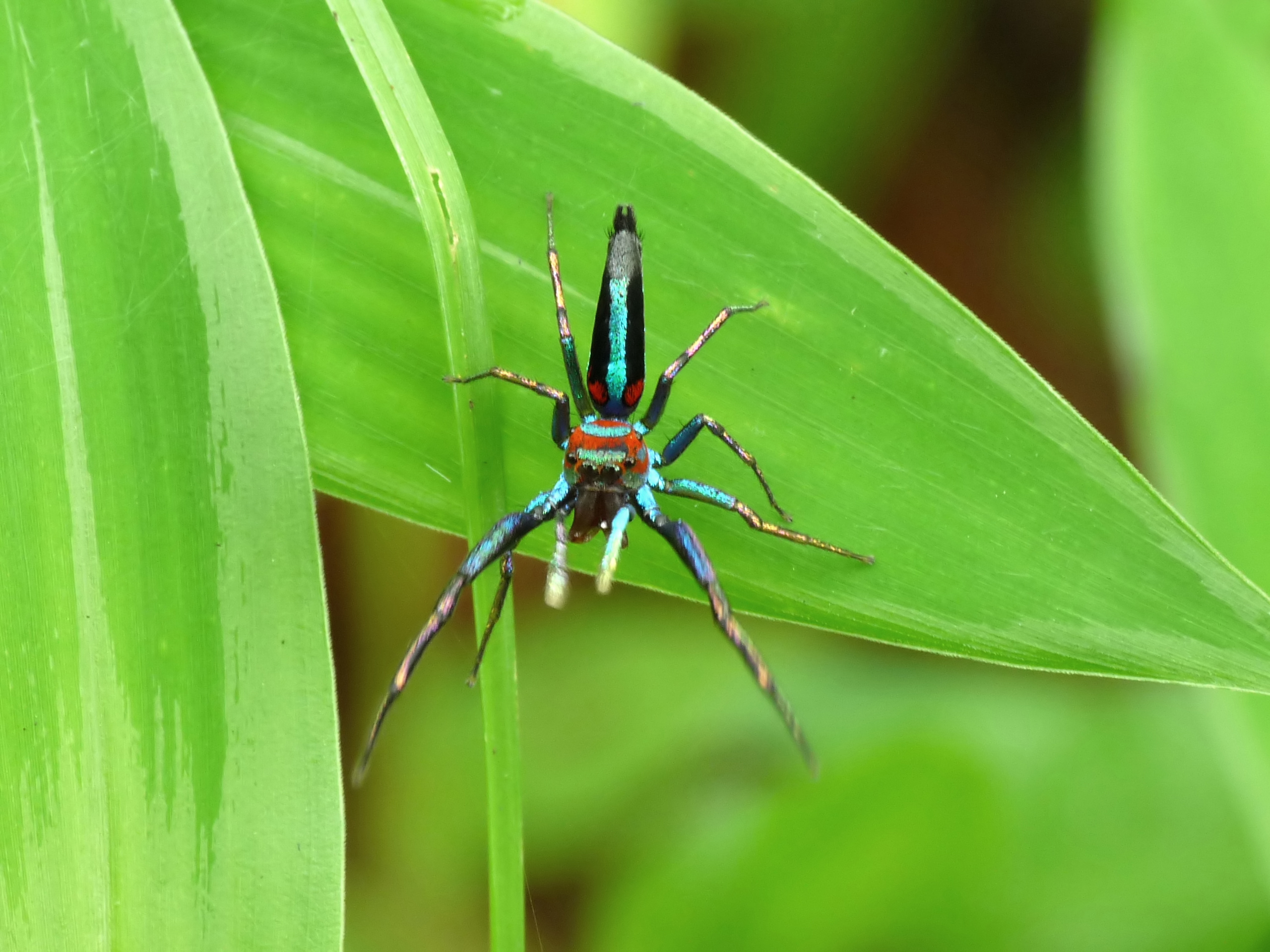
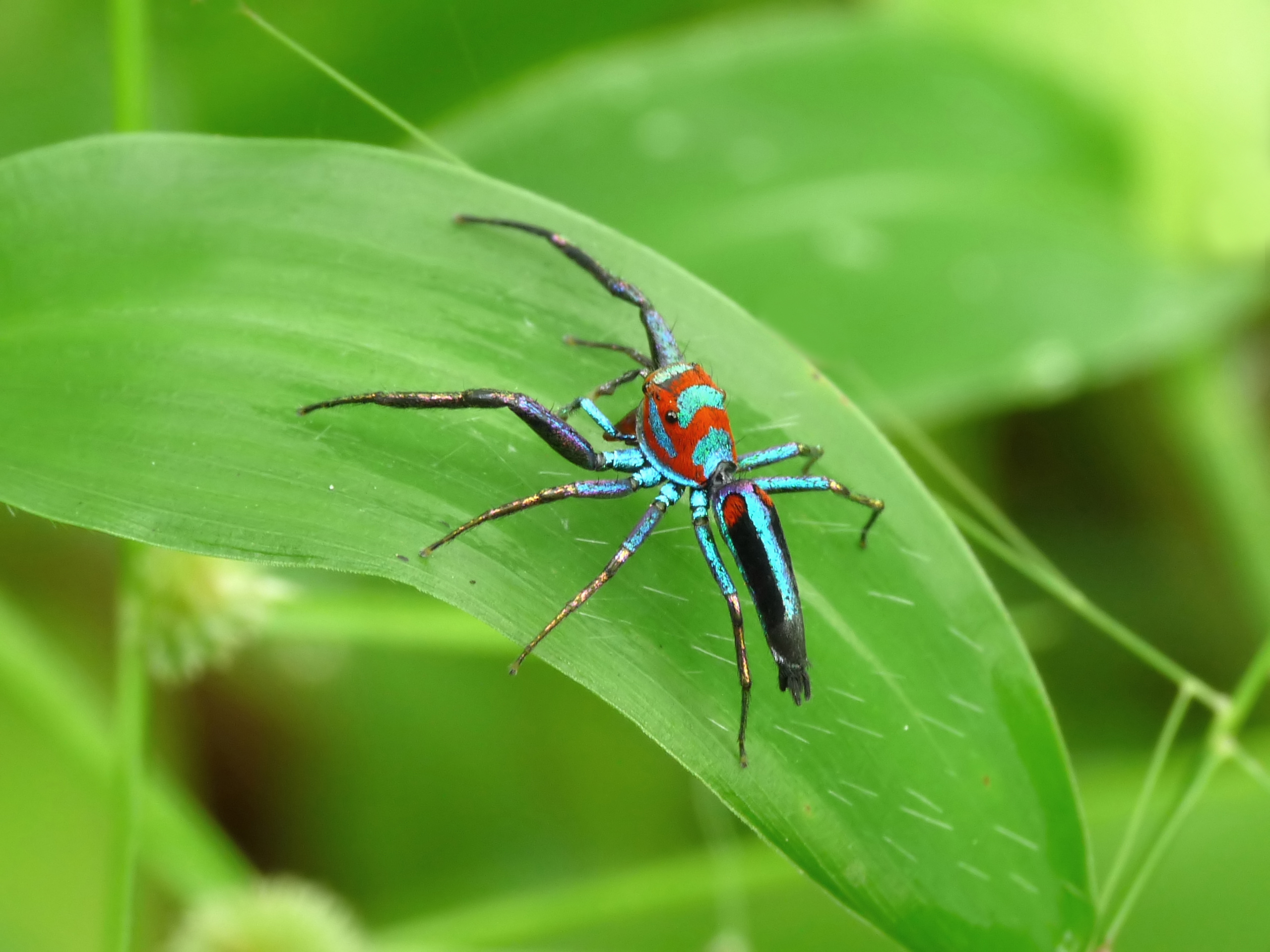